# إرنست تاب
إرنست دايل تاب (بالإنجليزية: Ernest Tubb) (9 فبراير 1914 - 6 سبتمبر 1984)، الملقب «تكساس تروبادور»، هو مغني وكاتب أغاني أمريكي وأحد رواد موسيقى الكانتري. اشتهر تاب بأغنية Walking the Floor Over You عام 1941، والتي كانت علامة على صعود موسيقى الهونكيتونك. وكان أول مغني يغني أغنية Blue Christmas، وهي أغنية ارتبطت أكثر بمغني الروك الفيس بريسلي الذي غناها في منتصف الخمسينات. ومن أشهر أغانيه أيضا أغنية Waltz Across Texas عام 1965 (من تأليف ابن أخيه كوانا تالمادج تاب (بيلي تالمادج))،  التي أصبحت إحدى أكثر أغانيه المطلوبة وغالبا ما تستخدم في قاعات الرقص في تكساس خلال دروس الفالس. سجل تاب ثنائيات مع النجمة الصاعدة وقتها لوريتا لين في أوائل الستينات، منها أغنيتهم الناجحة Sweet Thang. تاب هو عضو في قاعة مشاهير موسيقى الكانتري.

## السيرة

### السنوات الأولى
ولد تاب في مزرعة قطن بالقرب من قرية كريسب في مقاطعة إليس في تكساس (وهي الآن مدينة أشباح). كان والده مزارعا بالمواكرة، لذلك قضى تاب شبابه في العمل في المزارع في جميع أنحاء الولاية. وتأثر بمغني الكانتري جيمي رودجرز وقضى وقت فراغه بتعلم الغناء واليودل والعزف على الإيتار. حصل على وظيفة كمغني على محطة KONO-AM الإذاعية في سان أنطونيو وهو بعمر التاسعة عشر. كان الأجر منخفضا جدا فاضطر تاب لحفر الخنادق لصالح إدارة الأشغال وثم كموظف في متجر أدوية. في عام 1939 انتقل إلى سان أنجيلو، تكساس وقام بتقديم برنامج حي مدته 15 دقيقة في فترة الظهيرة على محطة KGKL-AM. كما قاد شاحنة لتوصيل البيرة لإعالة نفسه، وخلال الحرب العالمية الثانية ألف وسجل أغنية بعنوان "Beautiful San Angelo".

### مسيرته الغنائية
في عام 1936، اتصل تاب بأرملة جيمي رودجرز (توفي رودجرز في 1933) ليطلب منها صورة موقعة. نشأت علاقة صداقة بينهما وتطورت واستفاد تاب بحصوله لاحقا على عقد تسجيل مع شركة آر سي أيه. لم تحقق تسجيلاته الأولى النجاح. وأجرى عملية استئصال اللوزتين في عام 1939 ما أثر على أسلوبه في الغناء واتجه إلى كتابة الأغاني. في عام 1940 انتقل إلى تسجيلات ديكا في محاولة لدخول عالم الغناء مرة أخرى، وحقق النجاح مع سادس إصدار له على ديكا بأغنية Walking the Floor Over You والتي أوصلته إلى النجومية. وبيع منها أكثر من مليون نسخة، وحصلت على تصنيف القرص الذهبي في عام 1965 من قبل رابطة صناعة التسجيلات الأمريكية.

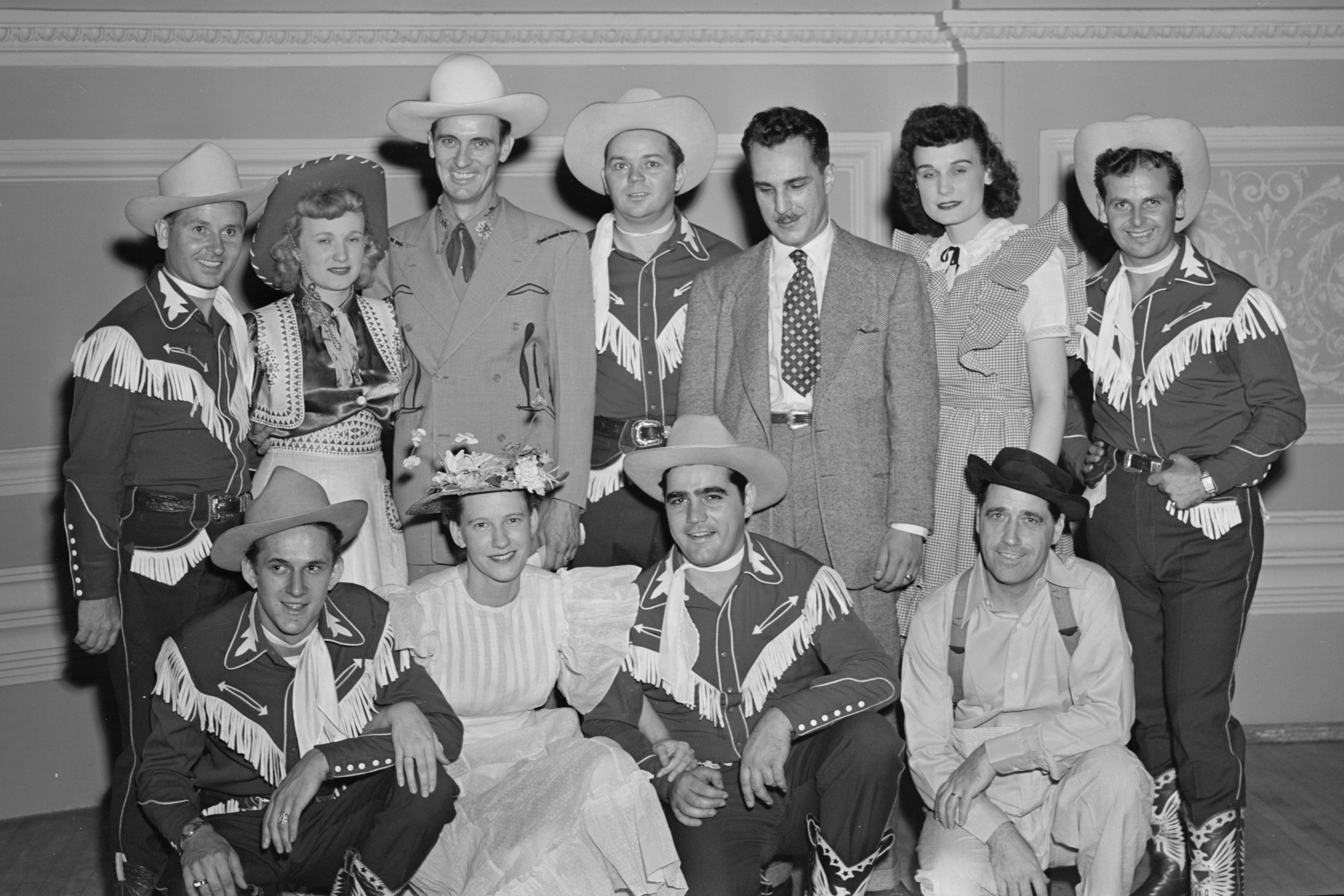
تاب (الثالث من اليسار، الصف الخلفي) في قاعة كارنيجي في عام 1947

انضم تاب إلى غراند أول أوبري في فبراير 1943، وأنشأ فرقته، تكساس تروبادورز. وكان أعضاء فرقة تاب الأولى من مدينة غادسدن في ألاباما. وتألفت من فيرنون «توبي» ريس، وتشيستر ستودارد، وراي «كيمو» هيد. وبقي يتردد على البرنامج الإذاعي على مدى أربعة عقود، كما قدم برنامجه الإذاعي الخاص «ميدنايت جامبوري» كل ليلة سبت بعد أوبري. شارك تاب في العرض الأول لغراند أول أوبري في قاعة كارنيجي في مدينة نيويورك في سبتمبر 1947.
دائما ما أحاط تاب نفسه مع أفضل الموسيقيين في ناشفيل. أول عازف غيتار في الفرقة كان جيمي شورت، وينسب له الفضل في صوت النقر على الإيتار في أغاني تاب. وسجل شورت بين عامي 1943-1948 وصلات الإيتار في جميع أغاني تاب. ومن الموسيقيين الآخرين الذين عزفوا مع تاب، إما كأعضاء فرقة أو في جلسات التسجيل، عازف الجيتار الفولاذي جيري بيرد وتومي «باتربول» بايج، الذي حل محل شورت كعازف الجيتار الرئيسي في الفرقة عام 1947. انضم بيلي بيرد للفرقة في عام 1949 وأدخل وصلات الجاز إلى الفواصل الموسيقية، بالأخص وصلة الأربع نوتات في نهاية فواصل الإيتار والتي من شأنها أن تصبح مرادفة لأغاني تاب. كان بيرد في الواقع عازف جاز (لا علاقة له بجيري بيرد) وظل مع تاب حتى عام 1959.
كما أن موسيقيا آخر في لفرقة كان في الواقع المنتج أوين برادلي. عزف برادلي على البيانو في عدد من أغاني تاب في الخمسينات، إلا أن تاب أراد له أن يبدو مثل مون موليكان، والذي كان من أعظم عازفي بيانو الهونكي تونك في تلك الفترة. تلقى برادلي في الأصل تدريبا كلاسيكيا على البيانو، ولم يتمكن مطابقة صوت موليكان، لذلك قال عنه تاب أنه «بنصف جودة» مون. عندما يشير إليه تاب في فواصل البيانو، فيشير إليه باسم «برادلي نصف مون».
في عام 1949، ساعد تاب فريق الأخوات أندروز للنجاح في عالم موسيقى الكانتري عندما تعاون معهم على ديكا ريكوردز لأداء أغنية إدي أرنولد "Don't Rob Another Man's Castle" وأغنية السوبنغ الغربي "I'm Bitin' My Fingernails and Thinking of You". لم يقدر الفنيون في ديكا طول قامة تاب، وجعلوا الأخوات يقفن على صندوق خشبي ليبقوا على مستوى الميكروفون معه. لم يعتد الثلاثي أيضا على أسلوبه الصوتي، ذكرت عنه ماكسين ذات مرة: «كان يغني بشكل مختلف عن أي شخص سمعته من قبل. كان يغني لحن الأغنية، ولكن بتوقيت مختلف. لم يكن مثلما اعتدنا عليه... كنت أغني ثمانية نوتات، ثم ثمانية نوتات، ثم ثمانية نوتات. أما هو فيغني ثمانية نوتات ثم عشرة نوتات، ثم أحد عشر نوتة، ثم يتوقف. كنا فقط نبدأ الغناء ونسير على خطاه».
لم يمتلك تاب أفضل صوت: كان يغني دائما نغمات منخفضة،  وكان يسخر من طريقة غنائه. وقال في مقابلة أن 95 في المائة من الرجال الذين يسمعون موسيقاه في الحانات يقولون لصديقاتهم، «أستطيع أن أغني أفضل منه»، وأضاف تاب «ربما كانوا على حق». في الواقع، فإنه أخطأ بعض النوتات بشكل واضح على بعض التسجيلات. سجل تاب عدة ثنائيات مع زميله ريد فولي، وأصدرا سبع ألبومات معا، وحافظ الاثنان على سيناريو «عداء» ودي على الهواء على مر السنين، وظهر تاب على برنامج فولي «أوزارك جوبيلي» في محطة ABC-TV.
في عام 1957، دخل تاب إلى بهو مبنى شركة التأمين على الحياة والحوادث الوطنية في ناشفيل وأخرج مسدس ماغنوم عيار 0.357، وكان يعتزم إطلاق النار على المنتج الموسيقي جيم ديني. أطلق تاب النار على الرجل الخطأ ولكنه لم يصب أحدا. ألقي القبض عليه ووجهت إليه تهمة السكر في الأماكن العامة.
كان تاب معروفا في الستينات بامتلاكه إحدى أفضل الفرق في تاريخ موسيقى الكانتري. وتضمنت عازف الإيتار ليون رودز، الذي ظهر في لاحقا على البرنامج التلفزيوني هي هو. كذلك بادي إيمونز، عازف الإيتار الحديدي ذو الدواسة، وبدأ مع تاب في خريف عام 1957 واستمر بداية الستينات. قام إيمونز لاحقا بإنشاء شركة لتصنيع الإيتار الفولاذي تحمل اسمه. وكذلك تضمنت بادي تشارلتون، وهو أحد أبرع عازفي الجيتار الحديدي ذو الدواسة، وانضم إلى إرنست في ربيع عام 1962، واستمر معه حتى عام 1973. شكل بادي تشارلتون وليون رودس نواة فريق تكساس تروبادورز.
استضاف تاب برنامجا تلفزيونيا لمدة نصف ساعة في خريف عام 1965، واستمر عرضه لثلاث سنوات. وفي العام نفسه، أدخل تاب في قاعة مشاهير موسيقى الكانتري؛ وفي عام 1970، أدخل في قاعة مشاهير كتاب الأغاني في ناشفيل.

### السنوات اللاحقة
ظل معجبوه يتبعونه طوال مسيرته، حتى بعد أن تراجعت مسيرته على القوائم. وظل عضوا أساسيا في غراند أول أوبري، كما كان معظم أقرانه. وظل يستضيف برنامجه الإذاعي «ميدنايت جامبوري» على مسافة غير بعيدة من أوبري في متجر الاسطوانات الذي يملكه. كما أصدر في عام 1979 ألبوما بعنوان «الأسطورة والتراث» الذي جمع تاب مع أهم مطربي الكانتري على كاشيت ريكوردز، وهي شركة تسجيلات كان تاب مرتبطا بها ماليا.
في عام 1980، ظهر تاب بنفسه في فيلم سيرة لوريتا لين، ابنة عامل المناجم مع روي أكوف وميني بيرل.
بقي صوته وغناؤه سليمين حتى زمن متأخر من حياته، عندما أصيب بمرض انتفاخ الرئة. وظل مع ذلك يقدم أكثر من 200 ظهور شخصي في السنة، ويحمل خزان أكسجين على حافلته. وكان يبقى بعد كل فقرة ليصافح من أراد البقاء من المعجبين ويوقع لهم. أجبرته مشاكله الصحية على التوقف في عام 1982.
مات تاب متأثرا بمرضه في عام 1984 في المستشفى المعمداني في ناشفيل، تينيسي. ودفن في حدائق هرميتاج التذكارية في ناشفيل.

### الإرث
أدخل تاب في قاعة مشاهير موسيقى الكانتري في تكساس في عام 1999، ووضع في المرتبة رقم 21 ضمن أعظم 40 مغني كانتري ذكر في استفتاء تلفزيون موسيقى الكانتري CMT عام 2003.
أحد أبنائه، جاستين تاب، حقق نجاحا متوسطا في عالم موسيقى الكانتري في الخمسينات. وأبناء جستن، كاري وزاكاري تاب، أصبحا موسيقيين أيضا. وابن شقيقه، بيلي لي تاب، كان عازف الجيتار الرئيسي لديه لفترة وجيزة (خريف 1959 إلى أبريل 1960). كما قدم مسيرة منفردة تحت عدة أسماء مستعارة (روني وايد، اكس لينكولن) وعزف مع جون أندرسون، وكتب معه العديد من الأغاني. وحفيد شقيقه، لاكي تاب، قدم الجولات مع هانك ويليامز الثالث.
كال سميث، الذي عزف الإيتار لفريق تكساس تروبادورز خلال الستينات، استقل وأصبح مغنيا ناجحا في السبعينات بأغاني مثل Country Bumpkin. وكذلك جاك غرين، الذي عزف الطبول في الفرقة، استقل هو أيضا وأصبح ناجحا أيضا بأغاني There Goes My Everything و Statue of a Fool.
ابن شقيق إرنست تاب، غلين دوغلاس تاب، كتب أولى أغانيه الناجحة لعمه في عام 1952. ثم كتب أكثر من 50 أغنية ناجحة لأكثر من عشرين نجم كانتري وروك مثل بوب ديلان، جوني كاش، بي جاي توماس، جورج جونز، كنتاكي هيدهانترز، تشارلي برايد، آن موراي، كيتي ويلز. فاز غلين على جائزة غرامي على تأليفه أغنية Skip A Rope.
قدم فيرن غودسين أغنية Set 'Em Up Joe، وهي تكريم لموسيقى تاب، وخاصة أغنية Walking the Floor Over You.
لا يزال متجر إرنست تاب للاسطوانات يعمل في ناشفيل، وذلك منذ تأسيسه في عام 1947، إلى جانب فرعين.

## وصلات خارجية
- Ernest Tubb Record Shop
- Ernest Tubb at the Country Music Hall of Fame
- إرنست تاب على موقع IMDb (الإنجليزية)
- إرنست تاب على موقع الموسوعة البريطانية (الإنجليزية)
- إرنست تاب على موقع ميوزك برينز (الإنجليزية)
- إرنست تاب على موقع إن إن دي بي (الإنجليزية)
- إرنست تاب على موقع ديسكوغز (الإنجليزية)
- إرنست تاب على موقع قاعدة بيانات الفيلم (الإنجليزية)
- Ernest Tubb at Find A Grave